# Pauline Machtens
Pauline Annette Machtens (* 28. Juni 2002 in Hannover) ist eine deutsche Fußballspielerin.  

## Karriere

### Vereine
Machtens spielte seit 2014 zunächst für verschiedene Juniorinnenteams von Bayer 04 Leverkusen. Von 2016 bis 2019 bestritt sie in der Staffel West/Südwest der B-Juniorinnen-Bundesliga 51 Punktspiele, in denen ihr 14 Tore gelangen. Zur Saison 2019/20 unterschrieb sie einen Zweijahresvertrag mit der ersten Mannschaft. Am 3. November 2019 (9. Spieltag) wurde sie beim 2:0-Sieg im Heimspiel gegen den FF USV Jena in der 89. Minute für Sandra Jessen eingewechselt und kam damit zu ihrem ersten Einsatz in der Bundesliga bzw. im Seniorinnenbereich. Bis zum Saisonende 2020/21 konnte sie neun weitere Punktspiele auf sich vereinen.
Mit Abschluss ihrer Schulzeit im Juni 2021 am Landrat-Lucas-Gymnasium im Leverkusener Stadtteil Opladen, begab sie sich in die Vereinigten Staaten um ein Studium im Hauptfach Sport und menschliche Dynamik anzustreben. An der Syracuse University in der gleichnamigen Stadt im US-Bundesstaat New York kam sie für das Sport-Team der Bildungseinrichtung, die Orange, in 32 Meisterschaftsspielen in der Atlantic Coast Conference zum Einsatz, in denen sie vier Tore, drei davon in ihrer ersten Spielzeit, erzielte.
Nach Deutschland zurückgekehrt, fand sie im Hamburger SV, wie die beiden anderen Neuzugänge Jana Braun und Amelie Woelki ihren neuen Verein. Für den Zweitligisten erzielte sie am 30. September 2023 (5. Spieltag) beim 4:3-Sieg im Heimspiel gegen den SV Meppen mit dem Treffer zum 1:3 kurz nach Anpfiff zur zweiten Spielhälfte ihr erstes Tor im Seniorinnenbereich. In der Saison 2024/25 schaffte sie mit dem HSV als Tabellendritter den Aufstieg in die Bundesliga und erreichte das Halbfinale des DFB-Pokals, wobei sie wettbewerbsübergreifend in 24 Spielen zum Einsatz kam und drei Tore erzielte.

### Auswahl-/Nationalmannschaft
Machtens kam als Spielerin der Auswahlmannschaft des Fußball-Verbandes Mittelrhein in den Altersklassen U14 (2015, 2016), U16 (2017, 2018) und U18 (2017, 2018, 2019) in jeweils acht Turnierspielen um den DFB-Länderpokal an der Sportschule Wedau in Duisburg zum Einsatz; ein Tor gelang ihr dabei jedoch nicht.
Als Nationalspielerin des DFB kam sie in der U15-Nationalmannschaft in zwei Vergleichen mit der U15-Nationalmannschaft Tschechiens zum Einsatz. Beide Vergleiche am 19. und 21. April 2017 wurden in Prag mit 5:1 und 4:0 abgeschlossen.
Für die U20-Nationalmannschaft bestritt sie fünf Länderspiele, davon drei in einem in Salou ausgetragenen U20-Nationen-Turnier (1 S, 2 N), ein Länderspiel, das am 29. Juli 2022 in Freundschaft mit 1:0 gegen die Niederlande in Meppen gewonnen wurde, und ein Länderspiel, das am 13. August 2022 als zweites Spiel der Gruppe B während der in Costa Rica ausgetragenen Weltmeisterschaft mit 3:0 gegen Neuseeland gewonnen wurde.

## Erfolge
- Aufstieg 2025 in die Bundesliga